# Grupa czwórkowa Kleina
Grupa (czwórkowa) Kleina – najmniejsza niecykliczna grupa (abelowa). Oznacza się ją tradycyjnie symbolami {\displaystyle V_{4}} lub {\displaystyle K_{4}.}
Liczebnik w nazwie i oznaczeniach wskazuje liczbę jej elementów (tj. jej rząd) i jest bezpośrednim tłumaczeniem oryginalnej nazwy Vierergruppe (dosł. „czterogrupa”, „grupa czwórkowa”) nadanej przez Felixa Kleina, który jako pierwszy opisał jej własności w pracy Vorlesungen über das Ikosaeder und die Auflösung der Gleichungen vom fünften Grade („Wykłady o ikosaedrze i rozwiązywaniu równań piątego stopnia”) wydanej w 1884 roku.
Wszystkie elementy grupy są samoodwrotne. Wyjąwszy element neutralny dowolne dwa elementy grupy dają w złożeniu pozostały trzeci element. Przyjmuje się, że grupa dwuścianu drugiego stopnia ma strukturę grupy Kleina.

## Prezentacje
Grupę Kleina definiuje działanie {\displaystyle \circ } określone na zbiorze czterech (różnych) elementów {\displaystyle V_{4}=\{e,a,b,c\}} dane jak w tabeli niżej, gdzie element {\displaystyle e} jest elementem neutralnym.
| {\displaystyle \circ } | {\displaystyle e} | {\displaystyle a} | {\displaystyle b} | {\displaystyle c} |
| {\displaystyle e}      | {\displaystyle e} | {\displaystyle a} | {\displaystyle b} | {\displaystyle c} |
| {\displaystyle a}      | {\displaystyle a} | {\displaystyle e} | {\displaystyle c} | {\displaystyle b} |
| {\displaystyle b}      | {\displaystyle b} | {\displaystyle c} | {\displaystyle e} | {\displaystyle a} |
| {\displaystyle c}      | {\displaystyle c} | {\displaystyle b} | {\displaystyle a} | {\displaystyle e} |

Można ją opisać również za pomocą dwóch generatorów {\displaystyle a,b} oraz trzech relacji {\displaystyle a^{2}=e,} {\displaystyle b^{2}=e} i {\displaystyle (ab)^{2}=e;} innymi słowy grupa Kleina ma prezentację postaci
{\displaystyle V_{4}=\langle a,b\mid a^{2}=b^{2}=(ab)^{2}=e\rangle .}
Wśród innych grup o tożsamej (tj. izomorficznej) z nią strukturze można wymienić (kolejne wymienione elementy odpowiadają odpowiednio wspomnianym na początku elementom {\displaystyle e,a,b,c}):
- iloczyn prosty {\displaystyle \mathbb {Z} _{2}\times \mathbb {Z} _{2}} (z dodawaniem modulo 2):
{\displaystyle (0,0),\;(0,1),\;(1,0),\;(1,1);}
- grupa symetrii rombu na płaszczyźnie (który nie jest kwadratem):
identyczność, symetria względem przekątnej dłuższej, symetria względem przekątnej krótszej i obrót o {\displaystyle 180^{\circ };}
- podgrupa permutacji grupy symetrycznej {\displaystyle S_{4}{:}}
{\displaystyle \operatorname {id} ,\;(12)(34),\;(13)(24),\;(14)(23).}

Można ją również skonstruować na zbiorze {\displaystyle \{{\overline {1}},{\overline {3}},{\overline {5}},{\overline {7}}\}} z operacją mnożenia modulo 8. W tym wypadku {\displaystyle a} odpowiada {\displaystyle {\overline {3}},} {\displaystyle b} opisuje {\displaystyle {\overline {5}}} i wreszcie {\displaystyle c=ab} to istotnie {\displaystyle {\overline {3}}\cdot {\overline {5}}={\overline {15}}\equiv {\overline {7}}.}

## Własności
Każdy jej nietrywialny element jest rzędu dwa (nie jest więc grupą cykliczną); grupa jest przemienna (abelowa), co można zauważyć w przedstawionej wyżej tabliczce działania.
Grupa Kleina jest jedną z dwóch istotnie (tj. algebraicznie) różnych grup czteroelementowych; druga z nich jest grupą cykliczną.
Z teorii Galois wynika, że właśnie obecność grupy Kleina wśród podgrup grupy symetrycznej czwartego stopnia opisującej symetrie wielomianów czwartego stopnia jednej zmiennej zapewnia rozwiązywalność równania czwartego stopnia z jedną niewiadomą przez pierwiastniki (zob. grupa rozwiązalna).